# Felipe Meligeni Alves
Felipe Meligeni Rodrigues Alves (Campinas, 19 februari 1998) is een Braziliaans tennisser.

## Carrière
In 2016 won hij aan de zijde van Juan Carlos Aguilar de US Open voor junioren tegen het duo Félix Auger-Aliassime en Benjamin Sigouin. In 2021 won hij zijn eerste ATP-toernooi op de ATP Córdoba aan de zijde van Rafael Matos. In 2022 won hij opnieuw met Matos zijn tweede ATP-toernooi door te winnen op de ATP Santiago. In 2022 nam hij deel aan de Australian Open en Roland Garros waar hij telkens eruit ging in de eerste ronde.

## Privéleven
Meligeni Alves oudere zus Carolina Meligeni Alves is ook een tennisster en hun oom Fernando Meligeni was ook actief in het tennis.

## Palmares
| Legenda               |
| --------------------- |
| Grand Slam            |
| Olympische Spelen     |
| ATP Finals            |
| ATP Tour Masters 1000 |
| ATP Tour 500          |
| ATP Tour 250          |

### Enkelspel
| Nr.                  | Datum            | Toernooi  | Ondergrond | Tegenstander in finale   | Score         | Details |
| -------------------- | ---------------- | --------- | ---------- | ------------------------ | ------------- | ------- |
| gewonnen challengers |                  |           |            |                          |               |         |
| 1.                   | 29 november 2020 | São Paulo | Gravel     | Frederico Ferreira Silva | 6-2, 7-6      |         |
| 2.                   | 17 juli 2022     | Iași      | Gravel     | Pablo Andújar            | 6-3, 4-6, 6-2 |         |

### Dubbelspel
| Nr.                              | Datum            | Toernooi     | Ondergrond | Partner             | Tegenstander in finale                            | Score            | Details |
| -------------------------------- | ---------------- | ------------ | ---------- | ------------------- | ------------------------------------------------- | ---------------- | ------- |
| gewonnen finales herendubbelspel |                  |              |            |                     |                                                   |                  |         |
| 1.                               | 28 februari 2021 | ATP Córdoba  | Gravel     | Rafael Matos        | Romain Arneodo Benoît Paire                       | 6-4, 6-1         | details |
| 2.                               | 27 februari 2022 | ATP Santiago | Gravel     | Rafael Matos        | André Göransson Nathaniel Lammons                 | 7-6, 7-6         | details |
| verloren finales herendubbelspel |                  |              |            |                     |                                                   |                  |         |
| gewonnen challengers             |                  |              |            |                     |                                                   |                  |         |
| 1.                               | 23 november 2020 | Guayaquil    | Gravel     | Luis David Martínez | Sergio Martos Gornés Jaume Munar                  | 6-0, 4-6, [10-3] |         |
| 2.                               | 29 november 2020 | São Paulo    | Gravel     | Luis David Martínez | Rogério Dutra Silva Fernando Romboli              | 6-3, 6-3         |         |
| 3.                               | 18 juli 2021     | Iași         | Gravel     | Orlando Luz         | Hernán Casanova Roberto Ortega Olmedo             | 6-3, 6-4         |         |
| 4.                               | 1 augustus 2021  | Triëst       | Gravel     | Orlando Luz         | Antoine Hoang Albano Olivetti                     | 7-5, 6-7, [10-5] |         |
| 5.                               | 5 september 2021 | Como         | Gravel     | Rafael Matos        | Luis David Martínez Andrea Vavassori              | 6-7, 6-4, [10-6] |         |
| 6.                               | 14 november 2021 | Montevideo   | Gravel     | Rafael Matos        | Ignacio Carou Luciano Darderi                     | 6-4, 6-4         |         |
| 7.                               | 21 november 2021 | Campinas     | Gravel     | Rafael Matos        | Gilbert Klier Júnior Matheus Pucinelli de Almeida | 6-3, 6-1         |         |
| 8.                               | 2 mei 2022       | Tigre        | Gravel     | Guillermo Durán     | Luciano Darderi Juan Bautista Torres              | 3-6, 6-4, [10-3] |         |

## Resultaten grote toernooien
| Legenda | Legenda                          |
| ------- | -------------------------------- |
| g.t.    | geen toernooi gehouden           |
| l.c.    | lagere categorie                 |
| –       | niet deelgenomen                 |
| G       | uitgeschakeld in de groepsfase   |
| 1R      | uitgeschakeld in de eerste ronde |
| 2R      | uitgeschakeld in de tweede ronde |
| 3R      | uitgeschakeld in de derde ronde  |
| 4R      | uitgeschakeld in de vierde ronde |
| KF      | uitgeschakeld in de kwartfinale  |
| HF      | uitgeschakeld in de halve finale |
| F       | de finale verloren               |
| W       | het toernooi gewonnen            |
| w-v     | winst/verlies-balans             |

### Dubbelspel
| toernooi            | 2022 |
| ------------------- | ---- |
| Grandslamtoernooien |      |
| Australian Open     | 1R   |
| Roland Garros       | 1R   |
| Wimbledon           | –    |
| US Open             | –    |
| Statistieken        |      |
| titels per jaar     | 1    |
| eindejaarsranking   |      |